# Monomma sudanicum
Monomma sudanicum es una especie de coleóptero de la familia Monommatidae.

## Distribución geográfica
Habita en Sudán.